# 洪醒夫
洪醒夫（1949年12月10日—1982年7月31日），彰化縣二林鎮人，原名洪媽從，另有筆名司徒門、馬叢、洛堤、林邊，畢業於居仁國中、臺中師專。

## 生平
十八歲進入文壇，創辦《這一代》月刊，參加「後浪詩社」，助理《台灣文藝》的編務，主編《六十四年短篇小說選》、《大家文學選－－小說卷》等。1967年在台灣日報副刊連載短篇小說，1968年和蘇紹連、蕭文煌在台中籌組「後浪詩社」，1970年與陌上桑、喬幸嘉、黃朝湖等人將已停刊的文藝雜誌《這一代》復刊，曾得吳濁流文學獎佳作，1974年與台中師專同學林碧雲結婚，婚後繼續創作，與妻林碧雲育有洪承甫、洪承民二子。1975年至神岡鄉社口國小任教。
洪醒夫曾經和友人說想將筆名取為「洪醒夫斯基」，向俄國文豪杜斯妥也夫斯基看齊。中華民國教育部曾選錄其作〈紙船印象〉、〈散戲〉兩篇至國、高中國文課本，其中〈散戲〉曾獲聯合報小說獎。
1982年7月31日當天，洪醒夫與好友利錦祥（豐原三民書局店東、現為民主進步黨成員）一起搭乘計程車由台北返回台中路上，由於當時適逢颱風安迪登陸台灣，在潭子鄉因路面打滑導致車輛翻覆，司機安然無恙，利錦祥重傷，洪醒夫肝臟破裂，送醫至豐原醫院，於次日早晨逝世，享年33歲。遺孀林碧雲後來另嫁他人。

## 著作

### 著作分期
|          | 1967~1975（摸索期）                                                         | 1975~1982（成熟期）                            |
| -------- | --------------------------------------------------------------------------- | ---------------------------------------------- |
| 寫作特色 | 詩：對生命的思索和體悟，與勇於探觸社會底層悲苦的誠心。 小說：現代主義風格。 | 小說：關懷農村的小人物，擁抱台灣的土地與人民。 |
| 代表作品 | 詩：（噴泉）、（望夫石） 小說：（渴）、（人間遊戲）                         | （散戲）、（吾土）、（黑面慶仔）、（豬哥旺仔） |

### 小說集
- 《黑面慶仔》（臺北：爾雅出版社，1978年）
- 《市井傳奇》（臺北：遠景出版公司，1981年）
- 《田莊人》（臺北：爾雅出版社，1982年）

### 小說選集
- 高天生編：《洪醒夫集》（臺北：前衛出版社，1992年）

### 遺作集
- 王世勛、利錦祥合編：《懷念那聲鑼》（臺北：號角出版社，1983年）

### 全集
- 黃武忠、阮美慧主編：《洪醒夫全集》（9卷：小說卷1-5、新詩卷6、散文卷7、書簡卷8、評論卷9）（彰化：彰化縣文化局，2001年）

## 外部連結
- 陳錦玉:紮根泥土的青年作家--洪醒夫及其文學研究，1996.6，成功大學中文碩士論文。
- 蘇紹連：〈洪醒夫斯基〉 （页面存档备份，存于）（意象轟趴密室‧蘇紹連部落格 （页面存档备份，存于），發表於2004年11月21日）